# Бозуль (кантон)
Бозу́ль (фр. Bozouls) — кантон во Франции, находится в регионе Юг — Пиренеи, департамент Аверон. Входит в состав округа Родез.
Код INSEE кантона — 1203. Всего в кантон Бозуль входят 5 коммун, из них главной коммуной является Бозуль.

## Коммуны кантона
| Коммуна   | Население, чел. (2006) | Почтовый индекс | Код INSEE |
| --------- | ---------------------- | --------------- | --------- |
| Бозуль    | 2 329                  | 12340           | 12033     |
| Габриак   | 446                    | 12340           | 12106     |
| Ла-Лубьер | 1 174                  | 12740           | 12131     |
| Монрозье  | 1 279                  | 12630           | 12157     |
| Родель    | 889                    | 12340           | 12201     |

## Население
Население кантона на 2006 год составляло 6 800 человек.
| 1962  | 1968  | 1975  | 1982  | 1990  | 1999  | 2006  | 2007 |
| ----- | ----- | ----- | ----- | ----- | ----- | ----- | ---- |
| 4 132 | 4 447 | 4 560 | 5 150 | 5 529 | 6 117 | 6 800 | —    |